# Косьерич (община)
Косерич (серб. Косјерић) — община в Сербии, входит в Златиборский округ.
Население общины составляет 12 964 человека (2007 год), плотность населения составляет 36 чел./км². Занимаемая площадь — 358 км², из них 56,6 % используется в промышленных целях.
Административный центр общины — город Косьерич. Община Косерич состоит из 27 населённых пунктов, средняя площадь населённого пункта — 13,3 км².

## Статистика населения общины
| Год  | Население, чел. |
| ---- | --------------- |
| 1991 | 15 544          |
| 2001 | 14 104          |
| 2002 | 13 954          |
| 2003 | 13 788          |
| 2004 | 13 584          |
| 2005 | 13 382          |
| 2006 | 13 183          |
| 2007 | 12 964          |